# ARIN
L'ARIN (acronimo di American Registry for Internet Numbers) è l'ente responsabile per la gestione degli indirizzi IP nel Nord America, e, assieme agli altri 4 Regional Internet Registry (RIR) esistenti in ambito IANA, si occupa della creazione/gestione delle policies in ambito Internet.

## Descrizione
ARIN ha avviato la sua attività operativa il 22 dicembre 1997, dopo essere stato legalmente registrato il 18 aprile 1997. Formalmente è un'azienda no-profit, organizzata sulla base di un "board of trustees", registrata presso il Commonwealth della Virginia (USA).
In qualità di Regional Internet Registry per il Canada, gli Stati Uniti e molte nazioni insulari dei Caraibi, ARIN gestisce la distribuzione regionale delle relative risorse di protocollo IPv4 e del nuovo IPv6, oltre ai servizi tecnici ed organizzativi correlati (registrazione, reverse DNS, directory services, etc.).